# Le Dernier Dalaï-Lama ?
Le Dernier Dalaï-Lama ? (titre original : The last Dalai Lama) est un ouvrage de Michael Harris Goodman (d) publié en anglais en 1986, traduit en espagnol en 1988 et en français en 1993. Il a été un succès de librairie aux États-Unis. Il comporte une biographie du 14e dalaï-lama jusqu'en 1986. Jean-Paul Ribes, journaliste et président du Comité de soutien au peuple tibétain, a écrit la postface de l'édition française.

## Préface
Dans la préface, Michael Harris Goodman (d) écrit qu'il rencontra des Tibétains exilés au Népal en 1978. Se demandant ce qui expliquait leur détermination et leur force, il conclut qu'elle s'explique par « leur amour et leur entière confiance en leur chef spirituel et temporel le 14e dalaï-lama ». Découvrant qu'il n'existait que peu d'ouvrages sur le 14e dalaï-lama, en dehors de Mon pays et mon peuple son autobiographie parue en 1962, il décida d'écrire sa biographie. Il y consacra cinq ans.

## Accueil critique
La biographie du 14e dalaï-lama que Goodman publia en 1986 fit l'objet d'un compte rendu de Barry Leach dans Pacific Affairs (en) la même année. En 1989, Richard Sherburne, professeur en Sciences des religions de l'université de Seattle, publia également un compte rendu dans Journal of the American Oriental Society. Il décrit la biographie comme la meilleure et la plus complète du dalaï-lama à cette date. Il ajoute qu'elle comporte également une histoire culturelle et politique du Tibet et un résumé concis des croyances et pratiques du bouddhisme tibétain précisant que Goodman a réalisé une centaine d'interviews du dalaï-lama, de sa mère, ses frères et sœurs, d'officiels laïcs et religieux en exil et de réfugiés tibétains.
Lors de la parution de l'ouvrage en français en 1993, Jean-Paul Ribes publia une critique dans la rubrique religion de la revue Lire. 
Dans son article A Review of Sources of History of Tibet paru en 1996, le tibétologue Bhajagovinda Ghosh cite l'ouvrage de Goodman.
Une critique parue en 2005 dans le magazine Magill (en) note que l'ouvrage de Michael Harris Goodman, comparativement à ceux de John Avedon, de Roger Hicks (en) et Ngakpa Chogyam, parvient à rafraîchir une histoire ancienne et à dénicher quelques nouveaux détails sur les premières années du dalaï-lama, en partie grâce à des entretiens approfondis avec son frère et compagnon d'enfance au Potala, Lobsang Samten. L'ouvrage comporte également de brèves biographies des précédents dalaï-lamas, une description de la structure du gouvernement tibétain, et un aperçu de l'histoire du Tibet, en particulier en ce qui concerne ses relations avec la Chine. Il comporte également un compte rendu des débuts de la résistance tibétaine, les lettres du dalaï-lama aux dirigeants chinois, quelques heures avant qu'il ne quitte son palais d'été, déguisé en soldat, et se dirige vers la frontière indienne.
En 2011, plus de vingt ans après sa parution, Pico Iyer notait que si d'autres livres plus fiables pour les détails et les nuances étaient parus depuis, l'ouvrage de Goodman demeurait vibrant et réfléchi, et son ton et ses proportions justes.
En 2012, le South China Morning Post publia un article soulignant que dans son ouvrage, Goodman révéla que le dalaï-lama envisageait déjà de chercher refuge en Inde trois ans avant le soulèvement tibétain de 1959 et son exil

### Prophétie concernant le dernier dalaï-lama
Glenn H. Mullin expose comment il fut impliqué à la fin des années 1970, dans une rumeur selon laquelle Tenzin Gyatso serait le dernier dans la lignée des dalaï-lamas qui prit une ampleur telle qu'une biographie sur le 14e dalaï-lama fut publié sous ce titre provocateur : Le Dernier Dalaï-Lama ?. 
Michael Harris Goodman évoque une prophétie selon laquelle le peuple tibétain perdrait à la fois son pays et le dalaï-lama, qu'il les retrouveraient tous deux, et que le 14e dalaï-lama serait le dernier de la lignée. Le dalaï-lama déclare qu'il est possible qu'il soit le dernier, mais qu'il n'y a pas de prophétie claire à ce sujet. Il précise que le choix d'un dalaï-lama par le peuple tibétain est une question d'utilité du dalaï-lama en tant qu'institution. Mais concernant sa propre renaissance, en tant que bouddhiste du Mahayana, il ajoute « tant qu'il y aura de la souffrance dans le monde, je reviendrai ».
Dans son ouvrage paru en 1924 Tibet, Past and Present, Charles Alfred Bell mentionne incidemment une prophétie « bien authentifiée » selon laquelle il y aura 17 dalaï-lamas.